# Erik Johan Taxell
Erik Johan Taxell, född 25 november 1773, död 17 augusti 1855, var en svensk valthornist i Kungliga Hovkapellet 1798–1831.
Från 1788 var Taxell anställd i hovkapellets elevgrupp och från 1790 var han elev vid Musikaliska Akademien där han förmodligen var elev till Wilhelm Steinmüller. Från och med 1812 ingick han även i teaterorkestern på Dramaten.
Han var gift med Anna Christina Herndahl (död 26 november 1855) och har med henne barnen Storkar Emanuel f 1805 i Adolf Fredrik, Carl Gustaf f 1808 i Hovförsamlingen, Johanna Charlotta f 1810 i Hovförsamlingen, Catharina Amalia Augusta f 1814 i Adolf Fredrik och Sophia Antoinetta f 1817 i Adolf Fredrik.